# 默哀

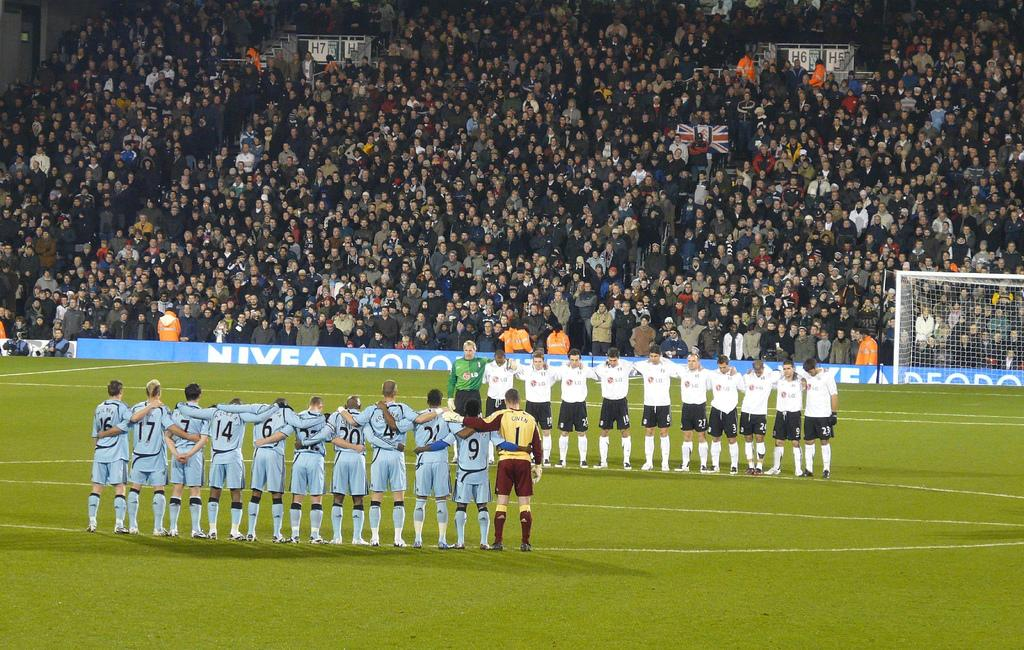
英格蘭富咸足球會與紐卡素足球會的球員與在場觀眾在球賽開始前為一名離世球員默哀

默哀，或稱默禱，是指團體或個人為表示哀悼或弔唁，在一段時間內低頭靜立，視為一種禮儀，而非屬任何宗教儀式。與半旗一樣，默哀通常用於哀悼重要人物去世或是重大天災或戰爭的死難者。
習慣上默哀以分鐘為基本單位，最常見的默哀時間是一分鐘，具體時間則主要視乎哀悼對象的重要性而決定。
在默哀的時間當中，一般是保持靜默以示哀悼。但也有主持默哀者讀秒計時的例子。

## 歷史
中國古代就有默哀的紀錄。例如唐代韓愈《謁衡岳廟遂宿岳寺題門樓》一詩中就有「潛心默禱若有應，豈非正直能感通」的內容。
中華人民共和國國務院宣佈於2008年5月19日北京時間14時28分，全國國民須為汶川大地震死難者默哀三分鐘，香港特別行政區及澳門特別行政區按國務院公告隨之。
中华人民共和国最近一次进行全国性的默哀悼念活动，是在2022年12月6日的中共第三代领导核心、前中共中央总书记江泽民的追悼大会进行的同时，中国人民同追悼大会现场人士一起默哀三分钟。